# Eslavística
A eslavística (emprestado do russo славистика ou polonês slawistyka), ou estudos eslavos, é a disciplina acadêmica dos estudos de área relacionado ao estudo das línguas, literatura, história e cultura eslavas. Originalmente, um eslavista (do russo славист ou polonês slawista) era principalmente um linguista ou filólogo que estudava os eslavos. Historiadores e outros humanistas e cientistas sociais que cada vez mais estudam as culturas e sociedades eslavas também foram incluídos.[carece de fontes?]
Na América do Norte, os estudos eslavos são dominados pelos estudos russos; Ewa Thompson descreve a situação dos estudos eslavos não russos como "invisíveis e mudos".

## No Brasil
No Brasil, os estudos eslavos ainda são pouco desenvolvidos, no entanto, existe também um crescente interesse pela eslavística. Há, na UFRJ, o SLAV – Núcleo de estudos em eslavística, que surgiu em 2017 em uma parceria entre a UFRJ e a UFF. Existe também o Núcleo de Estudos Eslavos (NEES) na Unicentro desde 2001, parte do Programa de Extensão Permanente da universidade. O núcleo está em uma região com muitos descendentes de eslavos.

### Estudos Russos
Há, na Universidade de São Paulo, o Laboratório de Estudos Russos (LERUSS), inaugurado em 2011 em um convênio entre a USP e a Fundação Rússkiy Mir. Na UFF, por sua vez, há o Centro de estudos Russos, que tem como objetivo "os estudos da língua, da cultura e de temas russos entre pesquisadores e estudantes de graduação e pós-graduação brasileiros".

## Em Portugal
Em Portugal, existe o «Centro de Estudos Eslavos», no seio da Faculdade de Letras da Universidade de Lisboa, o qual é representado pelo diretor, o Professor Doutor Gueorgui Hristovsky, oferecendo instrução superior relativa ao âmbito das «Literaturas Eslavas» e da «Introdução à Linguística Eslava», bem como entre 6 a 8 níveis de ensino de línguas eslavas.
No dia 26 de Maio, em celebração do dia dos santos Cirilo e Metódio, a FLUL organiza uma celebração das culturas eslavas em prol da promoção da celebração da diversidade cultural na Europa.
Na Universidade do Minho, por seu turno, existe o «Departamento de Estudos Germanísticos e Eslavos».

## Pessoas notáveis
Históricos
- Johann Christoph Jordan, o autor de um dos primeiros trabalhos acadêmicos em estudos eslavos
- Josef Dobrovský (1753–1829) da Boêmia
- Jernej Kopitar (1780–1840) da Eslovênia
- Alexander Vostokov (1781–1864) da Rússia
- Vuk Stefanović Karadžić (1787–1864) da Sérvia
- Pavel Jozef Šafárik (1795–1861) da Eslováquia
- Mykhaylo Maksymovych (1804–1873) da Ucrânia
- Izmail Sreznevski (1812–1880) da Rússia
- Franz Miklosich (1813–1891) da Eslovênia
- Fiodor Buslaev (1818–1898) da Rússia
- August Schleicher (1821–1868) da Alemanha
- Đuro Daničić (1825–1882) da Sérvia
- Anton Janežič (1828–1869) da Eslovênia
- Alexander Potebnja (1835–1891) da Ucrânia
- Vatroslav Jagić (1838–1923) de onde é a Croácia atualmente
- August Leskien (1840–1916) da Alemanha
- Jan Niecisław Baudouin de Courtenay (1845–1929) da Polônia
- Filipp Fortunatov [ru] (1848–1914) da Rússia
- Aleksander Brückner (1856–1939) da Galicia oriental
- Matija Murko (1861–1952) da Eslovênia
- Lyubomir Miletich (1863–1937) da Bulgária/Macedônia
- Alexei Shakhmatov (1864–1920) da Rússia
- Antoine Meillet (1866–1936) da França
- Holger Pedersen (1867–1953) da Dinamarca
- Mikhail Pokrovsky (born 1869) [ru]  1869—1942) da Rússia
- Josip Tominšek (1872–1954) da Eslovênia
- Krste Misirkov (1874–1926) da Macedônia/Bulgária/Rússia
- Aleksandar Belić (1876–1960) da Sérvia
- André Mazon (1881–1967) da França
- Max Vasmer (1886–1962) da Rússia
- André Vaillant (1890–1977) da França
- Dmytro Chyzhevsky (1894–1977) da Ucrânia
- Roman Jakobson (1896–1982) da Rússia
- Josef Matl (1897–1974) da Áustria
- Zdzisław Stieber (1903–1980) da Polônia
- Dmitri Likhachev (1906–1999) da Rússia
- George Shevelov (1908–2002) da Ucrânia
- Jaroslav Rudnyckyj (1910–1995) da Galicia oriental
- Stoyko Stoykov (1912–1969) da Bulgária
- Horace G. Lunt (1918–2010) dos Estados Unidos
- Karel van het Reve (1921–1999) dos Países Baixos
- Blaže Koneski (1921–1993) da Macedônia do Norte
- Yuri Lotman (1922–1993) da União Soviética/Estônia
- Henrik Birnbaum (1925–2002) da Polônia/Estados Unidos
- Vladislav Illich-Svitych (1934–1966) da Rússia
- Thomas Schaub Noonan (1938–2001) dos Estados Unidos
- Wolfgang Kasack (1927–2003) da Alemanha
- Isabel Margaret de Madariaga (1919–2014) do Reino Unido
- John Simon Gabriel Simmons  (1915–2005) do Reino Unido
- Pavle Ivić (1924–1999) de onde é a Sérvia atualmente
- Edward Stankiewicz (1920–2013) da Polônia/Estados Unidos
- Nicholas V. Riasanovsky (1923–2011) Russo-americano
- Alexander M. Schenker (1924–2019) dos Estados Unidos
- Zoe Hauptová (1929–2012) da Tchéquia
- Andrei Zaliznyak (1935–2017) da Rússia
- Kenneth Naylor (1937–1992) dos Estados Unidos
- Zbigniew Gołąb (1923–1994) da Polônia
- Leszek Moszyński (1928–2006) da Polônia
- Tadeusz Lehr-Spławiński (1891–1965) da Polônia
- Blaže Ristovski (1931–2018) da Macedônia do Norte
- Radoslav Katičić (1930-2019) da Croácia

Contemporâneos
- Irwin Weil (nascido em 1928) dos Estados Unidos
- Zuzanna Topolińska (nascido em 1931) da Polônia
- Vladimir Dybo (nascido em 1930) da Rússia
- Hakan Kırımlı (nascido em 1958) da Turquia
- Stefan Brezinski (nascido em 1932) da Bulgária
- Gerhard Simon (nascido em 1937) da Alemanha
- Boris Uspenski (nascido em 1937) da Rússia
- Branko Mikasinovich (nascido em 1938) dos Estados Unidos
- Mario Capaldo (nascido em 1945) da Itália
- Frederik Kortlandt (nascido em 1946) dos Países Baixos
- Gary Saul Morson (nascido em 1948) dos Estados Unidos
- Victor Friedman (nascido em 1949) dos Estados Unidos
- Christina Kramer (nascido em c. 1950) dos Estados Unidos
- Ivo Pospíšil (nascido em 1952) da Tchéquia
- Alexander F. Tsvirkun (nascido em 1953) da Ucrânia
- Snježana Kordić (nascido em 1964) da Croácia
- Charles S. Kraszewski (nascido em 1962) dos Estados Unidos
- Marek Jan Chodakiewicz (nascido em 1962) da Polônia e os Estados Unidos
- Alexandra Popoff (nascido em 1959) da Rússia
- Catriona Kelly (nascido em 1959) do Reino Unido
- Aage Hansen-Löve (nascido em 1947) da Áustria
- Wiesław Boryś (nascido em 1939) da Polônia